# اس‌اس برمن (۱۹۲۹)
اس‌اس برمن (۱۹۲۹) (به انگلیسی: SS Bremen (1929)) یک کشتی بود که طول آن ۹۳۸٫۶ فوت (۲۸۶٫۱ متر) بود. این کشتی در سال ۱۹۲۸ ساخته شد.